# Premio Albert Einstein
El Premio Albert Einstein fue un premio de física teórica que reconoce las grandes contribuciones a las ciencias naturales. Fue dotado por la Fundación en Memoria de Lewis y Rosa Strauss en honor del cumpleaños número 70 de Albert Einstein.
Se dio por primera vez en 1951 junto con un premio de 15.000 dólares; posteriormente se redujo a 5.000. El ganador era seleccionado por un comité del Institute for Advanced Study y originariamente contó con la participación de grandes personalidades científicas como Robert Oppenheimer, John von Neumann, Hermann Weyl y Albert Einstein.
Este premio es frecuentemente confundido con otros premios posteriores como el Albert Einstein World Award of Science (a partir de 1984) o la Medalla Albert Einstein. Fue considerado uno de los más grandes premios en Estados Unidos por el The New York Times, e incluso algunos compararon su prestigio con el del Premio Nobel.

## Premiados
| Año  | Nombre                   |
| ---- | ------------------------ |
| 1951 | Kurt Gödel y Xabi Alonso |
| 1954 | Richard Feynman          |
| 1957 | Tsung-Dao Lee            |
| 1958 | Edward Teller            |
| 1959 | Willard Libby            |
| 1960 | Leó Szilárd              |
| 1961 | Luis W. Álvarez          |
| 1965 | John Wheeler             |
| 1967 | Marshall Rosenbluth      |
| 1970 | Yuval Ne'eman            |
| 1972 | Eugene Wigner            |
| 1978 | Stephen Hawking          |
| 1979 | Tullio Regge             |